# Temístocles
Temístocles (em grego:  Θεμιστοκλῆς; ca. 524 a.C. – 459 a.C.), filho de Néocles, foi um político e general ateniense. Membro da classe não aristocrática que conseguiu espaço político com o advento da democracia, liderou o Partido Democrático Ateniense. Destacou-se no contexto das Guerras Médicas e por sua proposta de que Atenas se tornasse um poder naval, contrapondo-se a Aristides (estratego).

## Ancestrais e infância
Segundo Plutarco, a sua família era obscura; seu pai, Néocles, era do demo Frearriano, da tribo Leonte.. A sua mãe, segundo seu epitáfio, se chamava Abrotono, e era da Trácia. Sua mãe seria da Cária, de nome Euterpe; outras fontes acrescentam que sua mãe era de Halicarnasso.
Durante sua juventude, ele se exercitou no Cinosarges, um ginásio destinado a atenienses filhos de mães estrangeiras, situado próximo ao templo de Héracles (pois Héracles não era um deus legítimo, sendo filho de uma mortal), mas conseguiu, por esperteza, atrair os filhos dos atenienses bem-nascidos para se exercitarem com ele, removendo a distinção entre os estrangeiros e os legítimos.
Temístocles estava ligado à família dos Licômidas, pois quando os bárbaros queimaram a capela da família, localizada em Flía, ele pagou do próprio bolso sua reconstrução.

## Carreira política e militar
A sua principal medida política foi criar uma frota naval capaz de derrotar uma possível invasão persa.  Além de criar tal frota, ele foi o líder ateniense contra as frotas navais persas. Foi o principal responsável pelo plano de que os atenienses deveriam abandonar a cidade, o que se provou um imenso acerto. Venceu a frota persa de Xerxes I na Batalha de Salamina, também tendo papel de liderança proeminente na Batalha de Artemísio.Temístocles contava aos guerreiros atenienses que considerava a batalha de Salamina um suicídio. 
Tornou-se então o principal nome da política ateniense. Contrariando os espartanos, reconstruiu as muralhas de Atenas. A contestação espartana era de que em uma nova eventual invasão persa, a cidade de Atenas poderia ser utilizada como fortaleza inimiga em caso de ser novamente tomada. Ordenou que as muralhas fossem reconstruídas e rumou para Esparta na condição de diplomata. Garantiu aos espartanos que as muralhas não estavam sendo construídas, mentira que garantiu tempo hábil à construção. Pôde voltar para Atenas em segurança por conta de Esparta também ter emissários que precisavam retornar à própria cidade.
Concentrou então suas ações em reforçar o pode naval ateniense a fim de atingir uma situação de hegemônia e a expandir a capacidade mercantil de Atenas.

## Ostracismo e exílio
Temístocles possuía caráter muito inflexível para tempos de paz e um poder que causava inveja em seus concorrentes políticos, acabou sendo lançado no ostracismo por conta de seus adversários imputaram-lhe uma acusação de alta traição. Os espartanos aproveitaram-se de uma acusação contra Pausânias (general) de estar a serviço do Império Persa, implicando Temístocles no caso,do qual foi absolvido, mas perdeu prestígio. Um tempo depois, por causas que não são exatamente conhecidas, foi ostracizado. 
Refugiou-se primeiramente em Argos (Grécia), mas depois rumou para diferentes lugares como a Molóssia, terminando no Reino Persa por conta do reavivamento da acusação anterior por parte dos espartanos, sendo convocado para um julgamento ao qual não possuía muitas esperanças de sair favorecido. Ironicamente, foi no reino que derrotara que foi aceito, pois os persas aceitavam todos os homens experientes que pudessem ajudá-los na expansão de seu império. Essa fuga foi tomado por seus detratores como prova de sua traição.

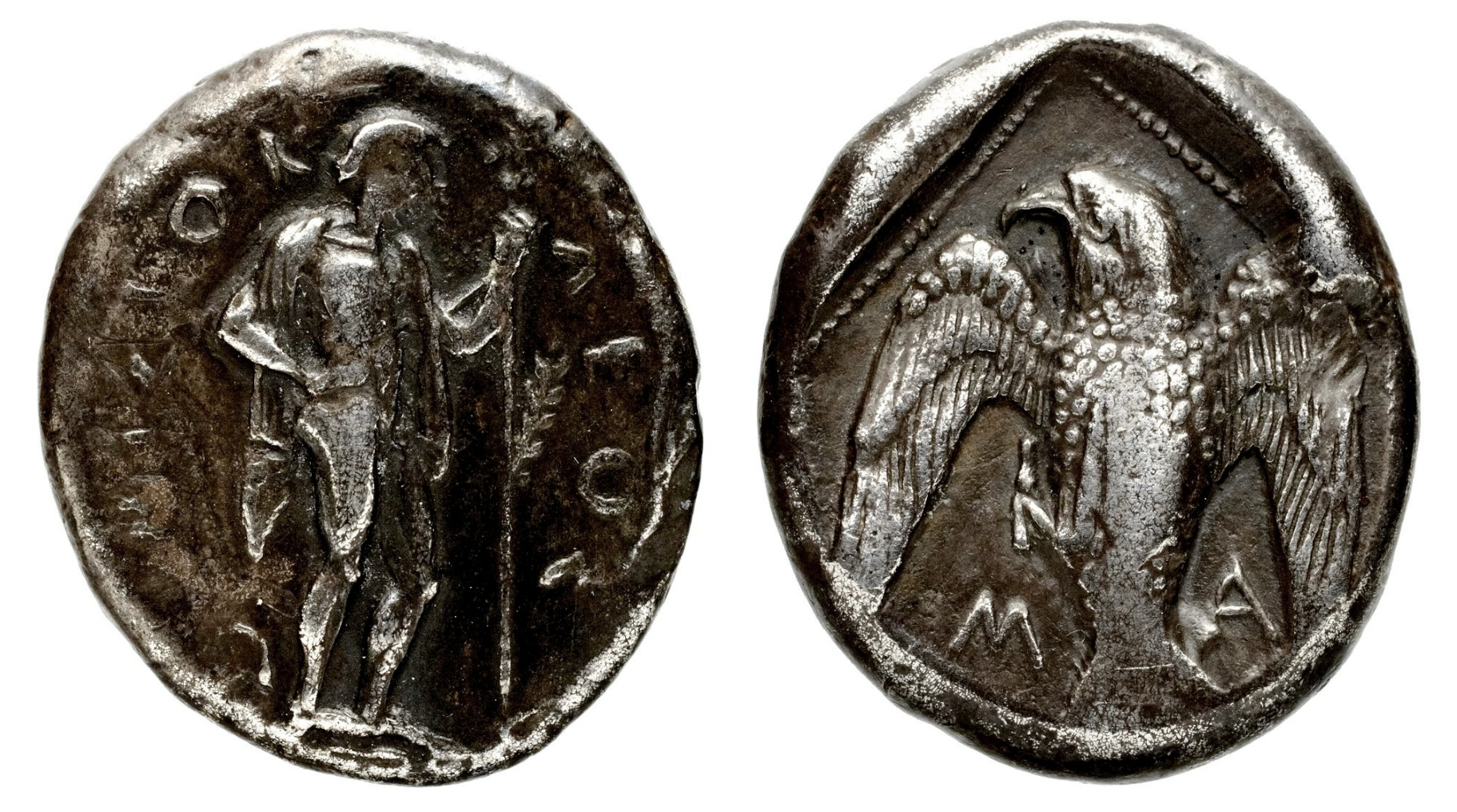
Moeda cunhada com imagem de Temístocles.

Obteve prestígio e sucesso na corte persa, conseguindo até mesmo trazer parte de sua família para viver consigo e alcançar função de governante local da Magnésia (Ásia Menor). Nessa época, acredita-se que foi o primeiro governante a ordenar a cunhagem da própria imagem em moedas. 
Morreu em 459 a.C., provavelmente de causas naturais. No entanto, existe a história de que se envenenou para não cooperar com o rei persa em uma nova campanha contra os gregos.

## Filhos e descendentes
Sua reputação foi restaurada por Péricles e seus descendentes continuaram tendo importância em Atenas; Pausânias, no século II d.C., descreve o túmulo de um neto de Temístocles, também chamado de Temístocles, e vários descendentes seus que tiveram a honra de carregar a tocha.